# Xã Marseilles, Quận Wyandot, Ohio
Xã Marseilles (tiếng Anh: Marseilles Township) là một xã thuộc quận Wyandot, tiểu bang Ohio, Hoa Kỳ. Năm 2010, dân số của xã này là 480 người.